# Ernst Horn (Mediziner)

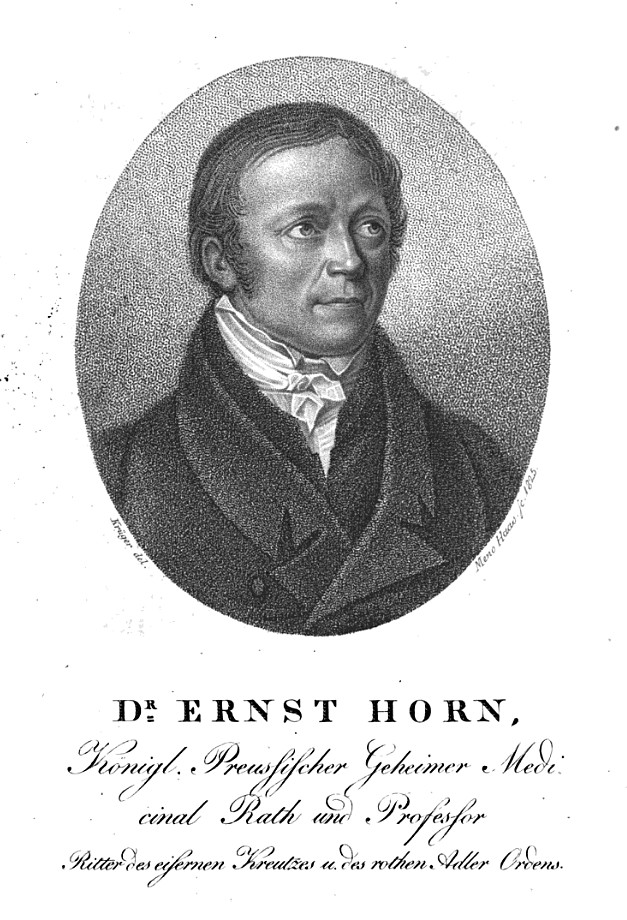
Ernst Horn im Jahr 1825, noch einem Kupferstich von Meno Haas (1752–1833).

Anton Ludwig Ernst Horn (* 24. August 1774 in Braunschweig; † 27. September 1848 in Berlin) war ein deutscher Mediziner, Psychiater und klinischer Lehrer. Durch einen Todesfall während einer durch Horn veranlassten Behandlung kam es zum ersten Arzthaftungsprozess in Deutschland.

## Leben

### Herkunft
Seine Eltern waren der Sanitäts- und Generalrezeptor Ernst Wilhelm Horn (* 21. Mai 1732; † 17. April 1812) und dessen Ehefrau Sophie Dorothee Mayerhoff (* 26. August 1737; † 30. Mai 1787).

### Familie
Er heiratete Wilhelmine Falk († 22. Februar 1803), die im Kindbett starb. Der Sohn Karl Friedrich Wilhelm Theodor (* 17. Februar 1803; † 19. Januar 1871) wurde Dr. med und wirklicher Geheimer Medizinalrat, heiratete Therese Westphal (* 29. August 1808; † 30. April 1891) und wurde Vater des späteren Regierungspräsidenten Karl von Horn.
Nach dem Tod seiner ersten Frau heiratete er Dorothea Martens (* 18. Januar 1786; † 25. April 1853). Der Sohn Karl Wilhelm Georg Heinrich (* 26. Oktober 1807; † 18. Mai 1889) wurde Oberpräsident der Provinzen Posen und Ostpreußen und heiratete Dorothea (Doris) Martens (* 16. November 1828; † 19. Juni 1889).
Die beiden Söhne wurden am 28. Dezember 1865 in den preußischen Adelsstand erhoben.

### Leben
Er besuchte das Gymnasium seiner Heimatstadt und anschließend das Collegium Carolinum, ab 1794 die Universität Göttingen, wo er 1797 zum Doktor der Medizin promoviert wurde. Im Anschluss unternahm er eine Bildungsreise, die ihn durch Deutschland, nach Ungarn, nach Frankreich und in die Schweiz führte.
Zurückgekehrt, war er zunächst als Arzt an der klinischen Anstalt in Braunschweig tätig, machte sich durch die Herausgabe von Handbüchern der praktischen Arzneimittellehre sowie der Chirurgie und der ab 1799 erschienenen Publikation Archiv für medizinische Erfahrungen einen Namen. Er lehnte einen Ruf als Professor an die Universität Kiel ab, ging 1804 als dritter Professor der Medizin an die Universität Wittenberg und 1805 an die Universität Erlangen. Am 25. März 1806 wurde er mit dem Beinamen Crito II. zum Mitglied (Matrikel-Nr. 1032) der Leopoldina gewählt. Im September 1806 wurde er zweiter Chef an der Charité in Berlin und war dort Lehrer der medizinischen Klinik sowie Leiter der „Irrenabteilung“. Im und auch Hufeland verdankte die Charité unter anderem die Herstellung einer größeren Reinlichkeit. Nach zwölf Jahren bemühte er sich um Entlassung aus dem Dienstverhältnis und übernahm 1819 die ordentliche Professur der medizinischen Klinik, was ihm wieder die Möglichkeit eröffnete, seiner publizistischen Neigung nachzukommen.
Als Eklektiker beschritt er in der Psychiatrie neue Wege und kann als erster Psychiater in Deutschland betrachtet werden, da er die Gleichstellung der Geisteskranken mit anderen Erkrankten an der Charité erreichte. Seine wissenschaftlichen Grundsätze hat er in der Dissertation seines Schülers Johann Sandtmann „Nonnulla de quibusdam remediis ad animi morbos curandos summo cum fructu adhibendis“ (Berlin 1817) und in seiner Ausführung „Öffentliche Rechenschaft über meine zwölfjährige Dienstführung als zweiter Arzt des königlichen Charitékrankenhauses zu Berlin“ hinterlassen. Zudem war er Mitglied der „Königlich preussischen wissenschaftlichen Deputation für das Medicinalwesen“ und dort der erste Sachverständige für allgemeine und forensische Psychiatrie.
Letzten Endes wurde aber sein gesamtes Wirken durch eine gerichtliche Auseinandersetzung überschattet, die sich in ihren Äußerungen über Jahre hinzog und seine Wahrnehmung in der Öffentlichkeit dauerhaft bestimmte.

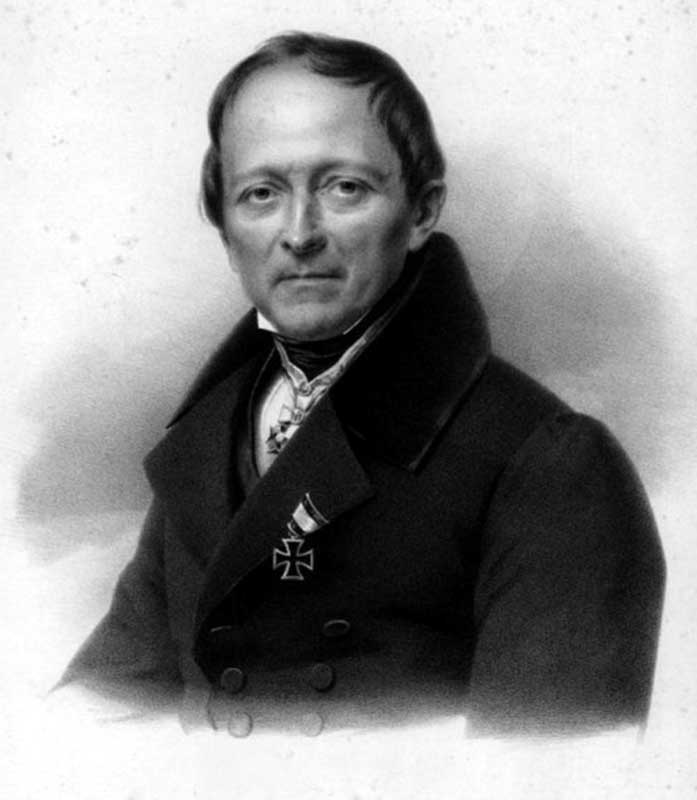
Ernst Horn

### Der Arzthaftungsprozess von 1811
Hintergrund des ersten Arzthaftungsprozesses in Deutschland war eine langwierige Auseinandersetzung zwischen Horn und Heinrich Kohlrausch, der an der Charité ab 1810 als „zweiter dirigierender Wundarzt und Geburtshelfer“ tätig war. Im Laufe dieser Auseinandersetzung war es zu mehrfachen Beschwerden und Einlassungen Horns an die vorgesetzte Behörde gekommen, die aber jeweils abschlägig beschieden wurden.
Am 1. September 1811 verstarb Louise Thiele, 21 Jahre alt, die wegen einer „schweren Gemütserkrankung“ seit 21. August in Behandlung war, während sie auf Anweisung Horns zur Beruhigung in einem sogenannten „Sack“ eingeschlossen war:
Um elf Uhr Vormittags wurde, ihres beständigen Schreiens wegen, ihr die Zwangsjacke angezogen, doch nur lose, und sie in einen Sack gesteckt und auf die Erde gelegt. Hier lag sie unter beständigem Schreien bis gegen halb 4 Uhr, wo sie plötzlich ruhig wurde. Durch diese plötzliche Ruhe aufmerksam gemacht, ging die Aufwärterin zu ihr, nahm ihr den Sack ab, und fand sie fast leblos. Sie brachte sie aufs Bette, wo sie noch einige Mal zuckte und dann verschied.
Am folgenden Tag erfolgte eine Anzeige von Kohlrausch gegen Horn, in der er den Tod der Kranken einer fehlerhaften Behandlung Horns zuschrieb. Dieser hätte die wegen ihrer Angstzustände unruhige Kranke nicht nur mit einer „Zwangsweste“ fesseln lassen, sondern dazu noch über längere Zeit in den besagten Sack gesteckt und auf der Erde liegen lassen. Nachdem die Kranke kurz nach Öffnen des von Kohlrausch als „Sterbesack“ bezeichneten Bändigungsgerätes verstorben war, hätte Horn einen Tod infolge Apoplexia post mania diagnostiziert. Tatsächlich trat der Tod durch Erstickung ein, was die Autopsie bewies. Im weiteren Zusammenhang erwähnt Kohlrausch dann andere, seiner Ansicht nach ebenfalls zweifelhafte Behandlungsmethoden Horns:
- Drehen auf der „englischen Schwungmaschine“
- Begießen mit Wasser (100 Eimer pro Dosis)
- Verabreichung von Brech- und Abführmitteln
- Einreibungen mit „Authenrieths Märtyrersalbe“ von Tartarus emeticus auf dem rasierten Schädel, wodurch künstlich Geschwüre hervorgerufen werden sollten. Diese seltsame Therapie geht auf den Tübinger Arzt Authenrieth zurück. Ihr wurde auch der psychisch erkrankte Friedrich Hölderlin unterzogen.[6]
- Verbrennungen durch Moxibustion

Auffällig bei den von Horn verwendeten Therapien scheinen vor allem die Rotationsgeräte gewesen zu sein, zu denen die genannte „englische Schwungmaschine“ gehört. Dabei handelt es sich um einen Stuhl, auf dem der Kranke festgeschnallt wurde und der anschließend in schnelle Rotation versetzt werden konnte. Geradezu überwältigend muss aber ein von Horn installiertes Drehbett gewesen sein, das mit Pfeilern, Balken und Zahnrädern einen ganzen Raum ausfüllte und Drehgewindigkeiten von 120 Umdrehungen pro Minute erreichte. Der denkbare therapeutische Nutzen bei der Behandlung von Geisteskrankheiten ist aus heutiger Sicht unerfindlich und erschien offenbar schon damals als sehr zweifelhaft. Die verstorbene Thiele war zuvor (erfolglos) mit kalten Bädern, Drehen, Haarseil, Brechmitteln und Sack behandelt worden.
Auf die Anzeige Kohlrauschs hin wurde zunächst ein medizinisches Gutachten eingeholt, in dem lediglich die Todesursache festgestellt wurde, ohne auf die Umstände des Todes weiter einzugehen, da diese dem Gutachter von Könen nicht bekannt waren. Der ging einfach davon aus, dass, insofern das „in den Sack stecken“ eine offenbar häufig praktizierte Methode war, diese eben deshalb als unbedenklich anzusehen sei. Darauf wurde die Einleitung einer Untersuchung am 10. Oktober zunächst abgelehnt. Da es aber durch diesen Todesfall bereits ein erhebliches öffentliches Aufsehen gab, wies Justizminister von Kircheisen auf ein Schreiben des Staatsrats Sack hin das Kammergericht am 26. Oktober an, eine förmliche Untersuchung gegen Horn einzuleiten.
Mit der Abfassung eines alle Aspekte des Falles berücksichtigenden Gutachtens wurde, nachdem am 2. November das Verfahren eröffnet worden war, der Arzt Johann Christian Reil beauftragt. Ein Entwurf dieses Gutachtens kam jedoch durch ein Versehen in die Hände von Kohlrausch, der es mit umfangreichen Anmerkungen versehen an das Justizministerium sandte, dass daraufhin die Kammer anregte, einen anderen Gutachter zu beauftragen. Die Kammer wies dieses Ansinnen aber ab. Das Gutachten spricht Horn von allen Vorwürfen frei, insbesondere wird festgestellt, dass
- die Behandlung (vom „Sack“ abgesehen) völlig schulmäßig gewesen sei, da der Gebrauch von Zwangsmitteln und Prügeln bei Wahnsinnigen schon seit ältester Zeit völlig üblich sei, was mit einem Celsus-Zitat belegt wird
- es entgegen dem ersten Gutachten sich nicht notwendig um einen Erstickungstod handeln müsse, vielmehr ein Entweichen des „Lebensprinzips“ die primäre Ursache[8] und Schlagfluss die unmittelbare Ursache sei. „So bringen atonische Gicht, Fallsuchten, hysterische Anfälle durch Zerstreuung des Lebensprincips den Schlag hervor.“[9]
- der „Sack“ keineswegs als ursächlich anzusehen sei, vielmehr: „Sie starb zwar in einem Sack, wie andere in ihrem Hemde sterben, aber daraus folgt noch nicht, dass sie durch denselben starb.“

Der Sack sei nämlich aus Leinwand und durchaus luftdurchlässig, wie Reil durch ein Experiment mit einem Huhn bewies, das nicht erstickte, sondern nach 12 Stunden im Sack immer noch frisch war, obwohl Vögel bekanntlich für „Suffokation“ anfälliger als Menschen seien. Insgesamt meint er, dass der Sack ein vergleichsweise sanftes Instrument zur Therapie psychisch kranker sei. Sonstige Mittel der Wahl seien schließlich:
- Stürzen in Wasser
- Aufziehen am Strick
- „Cox’ Schaukel“[10]
- glühende Eisen
- Stockschläge
- „Authenrietsche Maske“[11]
- Hungerkuren etc.

Am Ende seines Gutachtens bemerkt Reil über die Rolle des Arztes:
Die Mittel, mit welchen er experimentirt, sind meistens heroischer als ein lumpiger Sack; Mohnsaft, Sublimat, Arsenik, so tödtlich als heilsam; und der Gegenstand, mit welchem er experimentirt, das Höchste unter dem Monde, das Leben des Menschen, und zugleich das Zerbrechlichste. Könnte es wohl ein unglücklicheres Verhältnis als das des praktischen Arztes geben, wenn er unter diesen Umständen bei jedem Todesfall noch eine Criminaluntersuchung zu fürchten hätte?
Das Kammergericht erwies sich als für Reils Argumentation aufgeschlossen und sprach am 20. April 1812 Horn von allen Vorwürfen frei. Kohlrausch verließ im Juni 1813 Berlin und legte seine Stellung an der Charité nieder. Aber die Auseinandersetzung hatte noch kein Ende, vielmehr setzte sie sich noch Jahre später in Schrift und Gegenschrift fort:
- Friedrich Bartels: Rechtfertigungs-Schrift für den Herrn Doctor Ernst Horn. Freiburg 1812, Digitalisat.
- Rechtfertigendes Erkenntniß des Königl. Preußischen Kammergerichts in der wider mich geführten Criminal-Untersuchung als Darstellung der Verhältnisse zwischen mir und dem geheimen Medicinalrath Doctor Kohlrausch. Herausgegeben von Ernst Horn, Berlin 1812.
- Carl Ernst Schmid: Des geheimen Ober Medicinal-Rathes Doctor Heinrich Kohlrausch zu Berlin öffentliche Vertheidigung gegen öffentliche Verunglimpfung. Jena 1818.
- Eugen Friedrich Reinhold Skalley: Ueber die gesetzliche Zurechnung des Erfolgs eines Heilverfahrens mit Bezug auf die Criminalgeschichte des in der Irrenanstalt der Charité zu Berlin gebräuchlichen Sackes zur Würdigung der Vertheidigungsschrift des Geheimen Obermedizinalraths D. Kohlrausch. Berlin 1818.
- Öffentliche Rechenschaft über meine zwölfjährige Dienstführung als zweiter Arzt des königl. Charité Krankenhauses zu Berlin, nebst Erfahrungen über Krankenhäuser und Irrenanstalten. Berlin 1818, Digitalisat.

### Tod und Grabstätte
Ernst Horn starb nach langem und schwerem Leiden am 27. September 1848 im Alter von 74 Jahren in Berlin an den Folgen von Gicht. Beigesetzt wurde er auf dem Dreifaltigkeitsfriedhof I vor dem Halleschen Tor. Das Grab ist nicht erhalten.

## Ehrungen
- Horn war Träger des Eisernen Kreuzes und des Roten Adlerordens.

## Schriften
- De mutatione atque transitu catarrhi in phthisin pulmonalem. Göttingen 1796.
- De lucis in corpus humanum vivum praeter visum efficacia. Göttingen 1796.
- Über die Wirkungen des Lichts auf den lebenden menschlichen Körper, mit Ausnahme des Sehens. Königsberg 1799.
- Beiträge zur medizinischen Klinik, gesammelt auf meinen Reisen durch Deutschland, die Schweiz und Frankreich. 2 Bände, Braunschweig 1800.
- Versuch einer praktischen Nosologie der Fieber. Braunschweig 1800. (Digitalisat)
- als Hrsg. mit Christian Friedrich Nasse, Adolf Henke und Wagner: Archiv für medizinische Erfahrung. Zeitschrift (66 Bänder nebst Univ.-Reg.), Rein / (ab Band 3:) Rücker/Reimer, Leipzig/Berlin 1801–1836 (Jahrgang 1809–1831 auch: Archiv für praktische Medizin und Klinik).
- Über die Erkenntnisse und Heilung der Pneumonie. Frankfurt 1802.
- Klinisches Taschenbuch für Ärzte und Wundärzte/Horn, Ernst. Berlin 1803.
- Handbuch der praktischen Arzneimittellehre für Ärzte und Wundärzte. Berlin 1803.
- De opii abusu. Wittenberg 1804.
- Handbuch der medizinischen Chirurgie. 2 Bände, Berlin 1804 und 1806.
- Versuch über die Natur und Heilung der Ruhr. Erfurt 1806.
- Anfangsgründe der medizinischen Klinik. 2 Bände, Erfurt 1807 und 1808.
- Ueber den Werth der medizinischen Erfahrung und über die Mittel sie zu erlangen. Berlin 1807.
- Rechtfertigendes Erkenntniß des Königl. Preußischen Kammergerichts in der wider mich geführten Criminal-Untersuchung als Darstellung der Verhältnisse zwischen mir und dem geheimen Medicinalrath Doctor Kohlrausch. Berlin 1812.
- Erfahrungen über die Heilung des ansteckenden Nerven- und Lazarethfiebers und über die Mittel, seine Entstehung und Verbreitung von den Lazarethen aus zu verhüten und sich vor Ansteckung zu sichern. Berlin 1814.
- Wie hat man sich vor der Cholera zu schuetzen und was hat man bei ihrem Eintritt zu ihrer Heilung u. zur Verhuetung der weiteren Verbreitung zu thun?. Berlin 1831.
- Die Contagiosität der asiatischen Cholera. Berlin 1832.